# ジャマイカフチア
ジャマイカフチア（Geocapromys brownii）は、フチア科ジャマイカフチア属（キューバフチア属に含める説もあり）に分類される齧歯類。

## 分布
ジャマイカ固有種

## 形態
体長33-45cm。尾長4-7cm。体重1-2kg。全身は灰褐色や濃褐色の粗い体毛で覆われる。

## 生態
基底が石灰岩で岩の割れ目が多い雲霧林、低木林、湿原、半砂漠地帯などの様々な環境に生息する。夜行性で、昼間は岩の隙間で休む。地表棲だが、樹上にも登る。
食性は植物食で、植物の枝、葉、樹皮などを食べる。
妊娠期間は4-5か月。1回に1-3頭の幼獣を年に2回に分けて産む。

## 人間との関係
生息地では食用とされる事もある。
開発による生息地の破壊、食用の乱獲、人為的に移入されたジャワマングースによる捕食などにより生息数は激減している。1945年に法的に狩猟が禁止されているが、密猟されることもある。1972年から飼育下での繁殖計画が進められ、飼育下での個体数は増加している。飼育下繁殖させた個体の再導入が試みられたことがあるが、定住性が強いため再導入しても以前の生息地に定着しない可能性が示唆され計画は難航している。